# Günther Knör

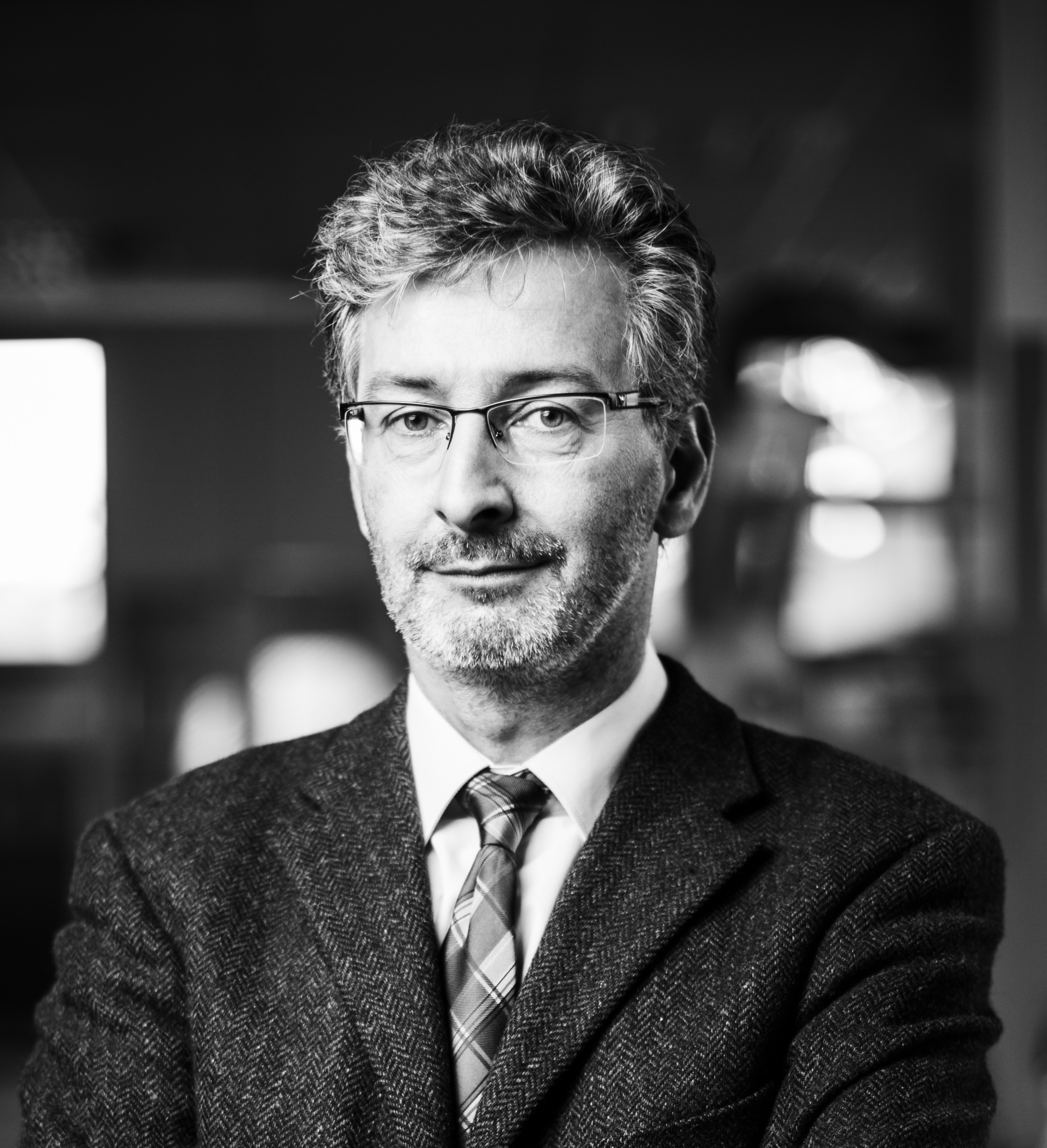
Günther Knör

Günther Knör (* 1965 in Eichstätt, Bayern) ist ein deutscher Chemiker und Professor für Anorganische Chemie. Er gründete und leitete das Institut für Anorganische Chemie – Center of Nanobionics and Photochemical Sciences (CNPS) an der Johannes Kepler Universität (JKU) Linz.

## Leben
Knör studierte von 1985 bis 1990 Chemie an der Universität Regensburg. 1994 promovierte er mit „summa cum laude“ auf dem Gebiet der anorganischen Photochemie (Solarenergiespeicherung durch Photokatalyse) an der Universität Regensburg. Wichtige Forschungsaufenthalte führten zu Vincenzo Balzani an das Istituto Chimico ‘Giacomo Ciamician‘ der Universität Bologna und an das Royal Institute of Technology in Stockholm. 2001 habilitierte er sich im Fach Anorganische Chemie an der Universität Regensburg (Bio-inspirierte Enzym-Modelle und künstliche Photosynthese). 2003 war er als Gastprofessor am Institut für Anorganische Chemie der Universität Wien tätig und lehrte dort Bioanorganische Chemie. Ein Jahr später übernahm er die Vertretung einer Professur an der Universität Erlangen-Nürnberg (Photokatalyse). Als Lehrstuhlinhaber und Institutsleiter prägte er ab 2006 die Fachgebiete Anorganische Chemie und Photochemie an der JKU. Er war acht Jahre lang Vorstandsmitglied der Fachgruppe Photochemie der Gesellschaft Deutscher Chemiker, beteiligt am Frontiers of Science Programm der Alexander von Humboldt-Stiftung und ab 2008 Zweigstellenleiter der Gesellschaft Österreichischer Chemiker. Knör ist Vorstandsmitglied der Sektion für Chemie und Energie der European Chemical Society. 2019 folgte er einer Einladung als Gastwissenschaftler an die Harvard University.

## Arbeits- und Forschungsschwerpunkte
- Anorganische Chemie, Photochemie, Katalyse
- Interdisziplinäre Aspekte von lichtgetriebenen und lichtkontrollierten Prozessen in Chemie, Materialwissenschaften, Medizin und Life Sciences
- Synthese und Charakterisierung von Metallkomplexen, Koordinationsverbindungen, organometallischen Verbindungen und (Nano-)materialien mit maßgeschneiderten Funktionen
- Elektronenstruktur und photonische Eigenschaften von Molekülen und Materialien
- Photophysik und Lumineszenz von molekularen und supramolekularen Systemen
- (Bio-)anorganische Chemie und Katalyse, biomimetische Modellverbindungen, kontrollierte Freisetzung von Wirkstoffmolekülen
- Chemie und Spektroskopie von Farbstoffen und Photosensibilisatoren (Porphyrine, Phthalocyanine, Corrole, Diimine)
- Solare Chemie, nachhaltige katalytische Prozesse, Speicherung und Umwandlung von Sonnenenergie, artifizielle Photosynthese
- Synthetische Biologie und künstliche Enzyme

## Schriften (Auswahl)
- Photophysik und Photochemie von Porphyrinkomplexen des Antimons: Entwicklung homogener photokatalytischer Modellsysteme zur Nutzung, Umwandlung und Speicherung von Solarenergie. 1994, OCLC 75582736 (Diss., Universität Regensburg, 1994).
- Untersuchungen zur Nachahmung enzymkatalysierter Substratwandlungsreaktionen durch photochemische Aktivierung von Koordinationsverbindungen. 2001, doi:10.5283/epub.43615 (Habil., Universität Regensburg).